# I'll Be There (chanson d'Escape Club)
Singles de The Escape Club
Call It Poison
(1991)
I'll Be There est une chanson du groupe de rock britannique Escape Club. Elle est sortie en 1991 sur leur troisième album studio, Dollars and Sex, et en single. C'était le deuxième single de cet album, après Call It Poison.
La chanson a atteint la 8e place aux États-Unis (dans le Billboard Hot 100).

## Classements
| Classement (1991)    | Meilleure position |
| -------------------- | ------------------ |
| États-Unis (Hot 100) | 8                  |

## Version de Johnny Hallyday
Une version française, intitulée Je serai là, a été écrite par Étienne Roda-Gil et sortie par Johnny Hallyday en single en 1993. Elle aussi apparait, dans une version en concert, sur son seizième album live, Parc des Princes 1993, sorti plus tard dans la même année.